# 350
350是349與351之間的自然數。

## 數學性質
- 合數，正因數有1、2、5、7、10、14、25、35、50、70、175和350。
質因數分解為{\displaystyle 2\times 5^{2}\times 7}。
- 第82個過剩數，真因數和為394，盈度為44。前一個為348、下一個為352。
  - 第83個半完全數，和為本身的其中一組因數為1、 5、 10、 14、 25、 50、 70、 175。前一個為348、下一個為352。
  - 由於350不能被所有比它小的半完全數整除，因此是第8個本原半完全數。前一個為304、下一個為368。
- 十进制的奢侈數。
- 第61個非歐拉商數，前一個為342、下一個為354（OEIS數列A005277）。
- 350屬於第2類史特靈數（英语：Stirling numbers of the second kind）{\displaystyle S(7,4)}[1]（OEIS數列A008277）
  - 基於{\displaystyle S(7,n)}的前一個為301（{\displaystyle S(7,3)}）、下一個為140（{\displaystyle S(7,5)}）。
  - 基於{\displaystyle S(n,4)}的前一個為65（{\displaystyle S(6,4)}）、下一個為1701（{\displaystyle S(8,4)}）。
- 第54個能由n2 + 1生成質數的自然數，3502 + 1 = 122501。前一個有此性質的數為340、下一個為384。（OEIS數列A005574）

## 在其他領域中
- 西元350年
- 西元前350年
- 在24小時制的電子錶中，其能表示出的最大質數正好是第350個質數2357（例：23:57）。
- 日本航空350號班機空難
- 在聖經中，350出現在舊約聖經的創世記中[2]：
「洪水以後，挪亞又活了三百五十年。」（創世記 9章 28節）